# Lac Chevrier
Lac Chevrier är en sjö i Kanada.   Den ligger i regionen Nord-du-Québec och provinsen Québec, i den östra delen av landet, 500 km norr om huvudstaden Ottawa. Lac Chevrier ligger 366 meter över havet.
Trakten runt Lac Chevrier är nära nog obefolkad, med mindre än två invånare per kvadratkilometer.